# دومينيك إليوت
دومينيك إليوت (بالإنجليزية: Dominique Elliott)‏ مواليد 11 نوفمبر 1991 في جاردن سيتي، هو لاعب كرة سلة أمريكي. بدأ مسيرته الاحترافية في سنة 2016. يبلغ طوله 6 قدم 8 بوصة (2.0 م). لعب مع نادي كركا لكرة السلة في الدوري السلوفيني لكرة السلة.

## روابط خارجية
- دومينيك إليوت على موقع كرة السلة الأوروبية.كوم (الإنجليزية)
- دومينيك إليوت على موقع كلية كرة السلة في سبورتس رفرنس.كوم (الإنجليزية)
- دومينيك إليوت على موقع ريلجم (الإنجليزية)
- دومينيك إليوت على موقع بروبوليرز (الإنجليزية)